# Quận Midland, Michigan
Quận Midland một quận thuộc tiểu bang Michigan, Hoa Kỳ. Quận lỵ đóng ở Midland6. Theo điều tra dân số năm 2000 của Cục điều tra dân số Hoa Kỳ năm 2000, quận có dân số 82.874 người.

## Địa lý
Theo Cục điều tra dân số Hoa Kỳ, quận có diện tích 1368 km2, trong đó có 17 km2 là diện tích mặt nước.